# Bahria Town Karachi
Bahria Town Karachi é um condomínio fechado próximo à rodovia M-9, a nordeste de Karachi, Paquistão. O condomínio está sendo desenvolvido pelo Bahria Town Group e ocupa mais de 190 km². A construção começou em 2014 e continuará se expandindo.
O condomínio inclui a Grande Mesquita Jamia, planejada para ser a terceira maior do mundo, e o Rafi Cricket Stadium, o maior do país, projetado por GMW Architects. A cidade de Bahria tem o Danzoo, que é o maior zoológico de Karachi. Possui Bahria Adventura que é o maior parque temático de Karachi. Possui diversas escolas, faculdades, universidades, hospitais, parques, monumentos, cinemas e centro comerciais.  O condomínio é dividido pela Avenida Jinnah, com 25 quilômetros de comprimento, 120 metros de largura e 18 pistas. O condomínio será independente em termos energéticos com uma central de produção de electricidade alimentada a carvão e a GNL, em parceria com a K-Electric. É também o lar de um campo de golfe padrão da United States Golf Association de 36 buracos.
O condomínio consiste em mais de 60 distritos e está planejado para abrigar cerca de um milhão de pessoas. A cidade será conectada à Estrada I.I. Chundrigar por uma rota do Karachi Metrobus no futuro. Em 2019, a incorporadora Bahria Town Karachi exigiu encargos de desenvolvimento não planejados de 35%, que foram posteriormente inferidos por um período desconhecido.

## Subdivisões
Bahria Town Karachi é dividido em mais de 60 distritos.
| Subdivisão                            | Descrição                                                                   |
| ------------------------------------- | --------------------------------------------------------------------------- |
| Distritos de 1 a 31                   | Lotes residenciais de 125, 250 e 500 m².                                    |
| Bahria Farmhouses                     | Parcelas de 3657,60 m² a 7315,20 m²                                         |
| Bahria Sports City                    | Lotes residenciais ao redor do Rafi Cricket Stadium                         |
| Bahria Homes                          | Moradias geminadas de 125 e 200 m².                                         |
| Bahria Apartments                     | Apartamentos baixos de 2, 3 e 4 quartos                                     |
| Bahria Heights                        | Empreendimento misto com apartamentos mobiliados de 2 quartos e lojas.      |
| Avenida Jinnah                        | Inspirado na Estrada Sheikh Zayed em Dubai.                                 |
| Agência de projetos futuros da Bahria | Uma rua de mais de 120 metros possui lotes de 46 m² para torres comerciais. |
| Bahria Karachi Golf Club              | Campo de golfe padrão PGA de 36 buracos                                     |
| Grande Mesquita Jamia                 | Planejada para ser a terceira maior do mundo.                               |

## Infraestrutura
Vários vilarejos tradicionais foram demolidos para dar lugar à Bahria Town Karachi, muitas vezes sem a necessária aprovação legal. O desenvolvimento mudou significativamente a topografia da área.
O Saudi German Hospital Group construiu um hospital com 300 leitos em um terreno de 4,85 hectares ao custo de US$ 300 milhões. O hospital é denominado Begum Akhtar Rukhsana Memorial Trust Hospital.
Em 5 de outubro de 2016, K-Electric e Bahria anunciaram planos para estabelecer uma usina para construção de uma usina de energia de 600 MW exclusivamente para Bahria Town Karachi.
Em 1º de setembro de 2016, a China Railway Construction Corporation Limited e o Bahria Town Group assinaram um acordo para a construção da Linha Azul do Metrobus de Karachi, que conectará a cidade ao centro de Karachi.

## Controvérsias

### 2015
Os Rangers do Paquistão afirmaram em uma reunião que a Bahria Town recebeu 178 km² do governo provincial de Sindh, enquanto a quantidade de terra registrada é inferior a 178 km².

### 2016
Em 1 de agosto de 2016, a Suprema Corte do Paquistão, ordenou que Bahria Town Karachi e a Malir Development Authority (MDA) suspendessem as obras de construção em 5.786 acres de terra com efeito imediato. Em uma ordem provisória, o tribunal superior decidiu que o terreno foi atribuído ilegalmente à Bahria Town pela autoridade de desenvolvimento.
O tribunal também instruiu o National Accountability Bureau (NAB) a concluir as suas investigações e apresentar um relatório no prazo de dois meses. Também impediu o governo de Sindh de atribuir quaisquer outras terras à cidade de Bahria.
As autoridades da cidade de Bahria rejeitaram a reclamação e o relatório. Um dos funcionários disse que o terreno foi comprado de moradores locais.

### 2018
O Supremo Tribunal decidiu investigar o empreendimento de Bahria Town Karachi em maio de 2018, citando enormes irregularidades na forma como os terrenos foram adquiridos. O tribunal superior proibiu a cidade de Bahria de vender ou distribuir terras no projeto Bahria Town Karachi depois de declarar que a atribuição de terras à empresa pelo governo de Sindh e uma troca massiva de terras com a Autoridade de Desenvolvimento de Malir (MDA) foram feitas ilegalmente.

### 2019
Após 10 meses de disputas legais, a Suprema Corte concordou com o acordo final de Bahria Town Karachi de 460 bilhões de rúpias paquistanesas (aproximadamente US$ 3,1 bilhões) em 21 de março de 2019. De acordo com os termos do acordo, Bahria Town Karachi teve que pagar o valor total ao longo de sete anos. Na sua decisão, o tribunal superior ordenou que Bahria Town Karachi pagasse Rs 25 bilhões até Agosto de 2019. A partir de Setembro de 2019, teve de pagar prestações mensais de Rs 2,25 bilhões durante os próximos três anos. Se a empresa não depositasse duas parcelas, Bahria Town Karachi seria considerada inadimplente. A primeira parcela foi recebida com sucesso em 30 de agosto de 2019.
Nos termos do acordo, apenas 68,375 km² do total de 99,435 km² foram validados pela Suprema Corte.

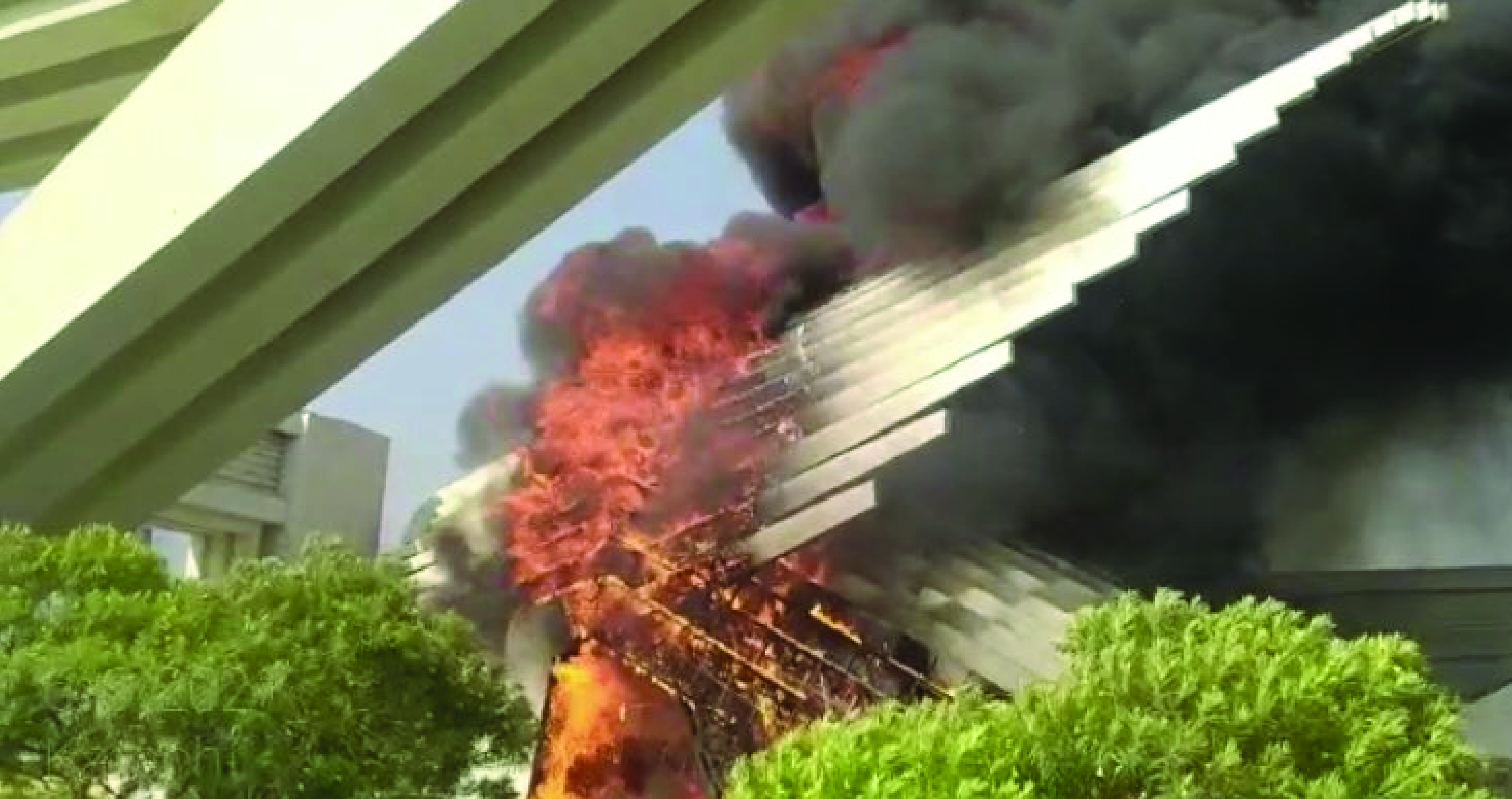
Portão de Bahria Town incendiado por manifestantes em Junho de 2021

Em abril, eclodiram confrontos entre Bahria Town Karachi e moradores indígenas de Sindi quando Bahria Town Karachi começou a expandir seu desenvolvimento para aldeias próximas. Em resposta, muitas partes de Sindh observaram uma greve de fechamento. Mais tarde, em 6 de junho de 2021, partidos nacionalistas e povos indígenas anunciaram um protesto em frente ao icônico portão da cidade de Bahria, mais tarde, o protesto tornou-se violento e o icônico portão de Bahria foi incendiado pelos manifestantes. De acordo com algumas pessoas de Sindh, a sociedade está se expandindo ilegalmente com o apoio do governo de Sindh e, portanto, algumas pessoas de Sindh rejeitam esta extensão.

Após os protestos, vários activistas e membros da sociedade civil foram espancados ou ameaçados pela polícia e pela segurança da cidade de Bahria. A polícia prendeu milhares de pessoas sob acusações relacionadas com terrorismo, incluindo pessoas que não estavam presentes no protesto de 06 de Junho.

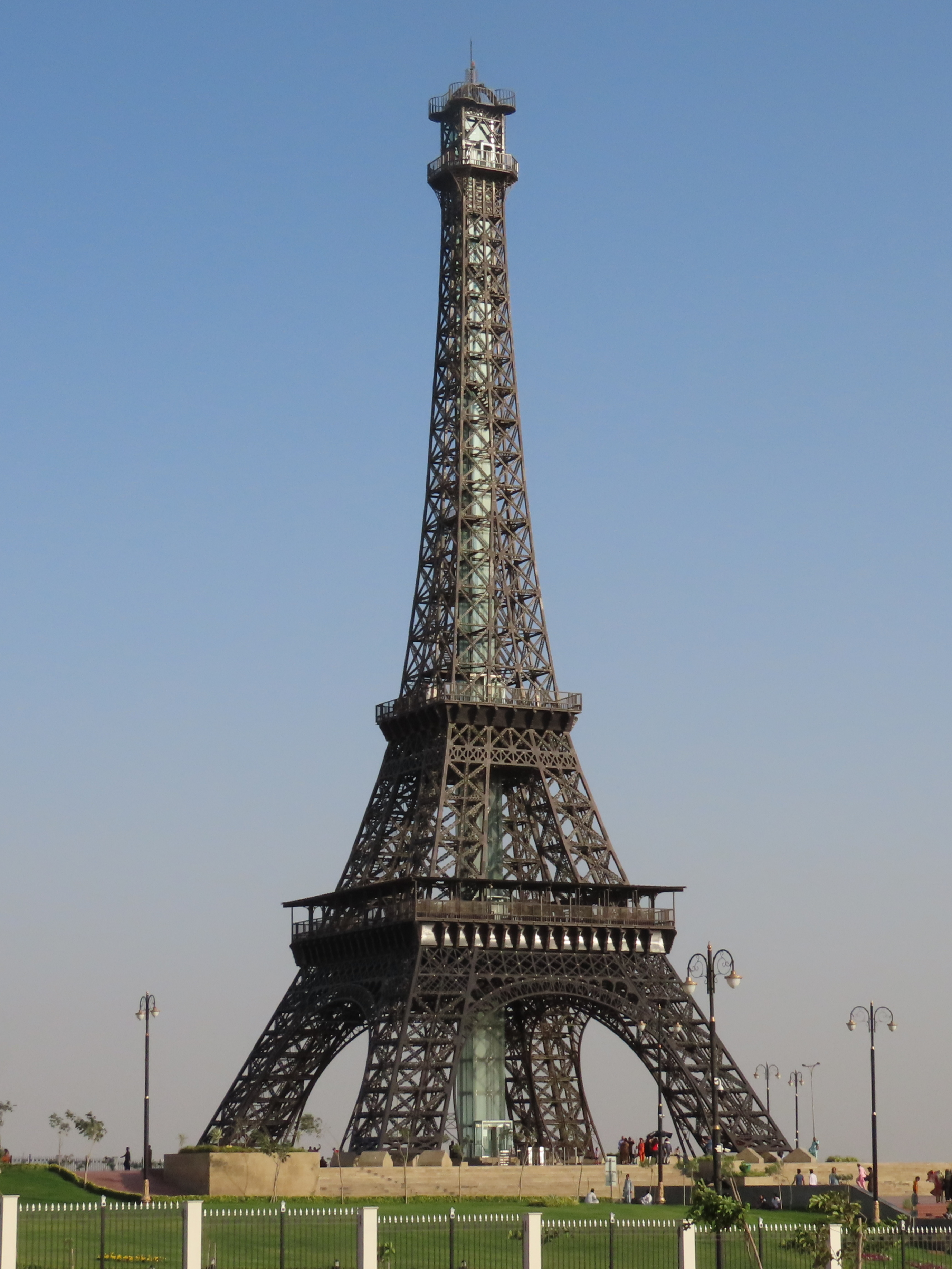
A Torre Eiffel de Bahria Town foi construída em uma colina e é visível de longe
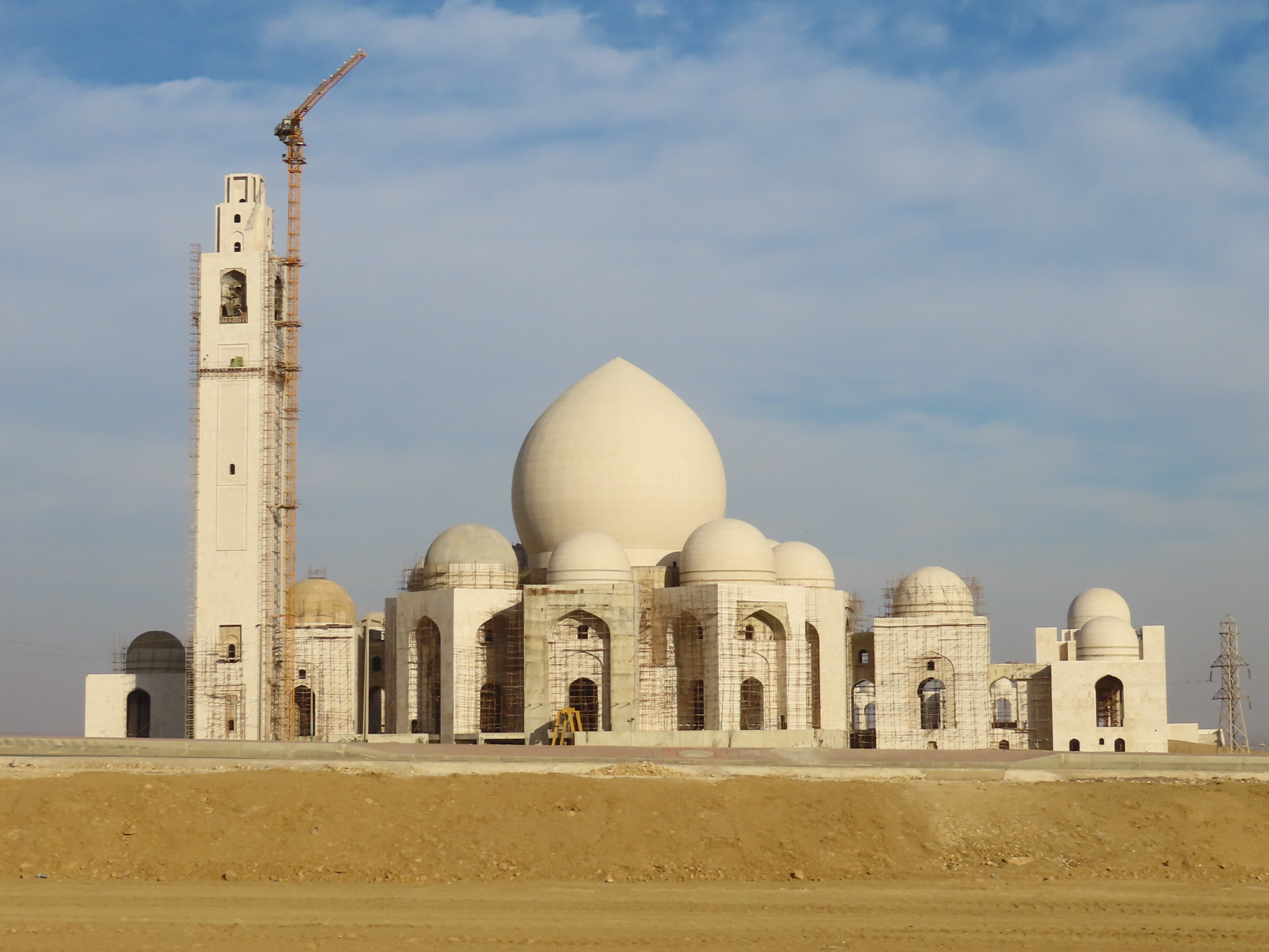
A Grande Mesquita Jamia foi planejada para ser a terceira maior do mundo
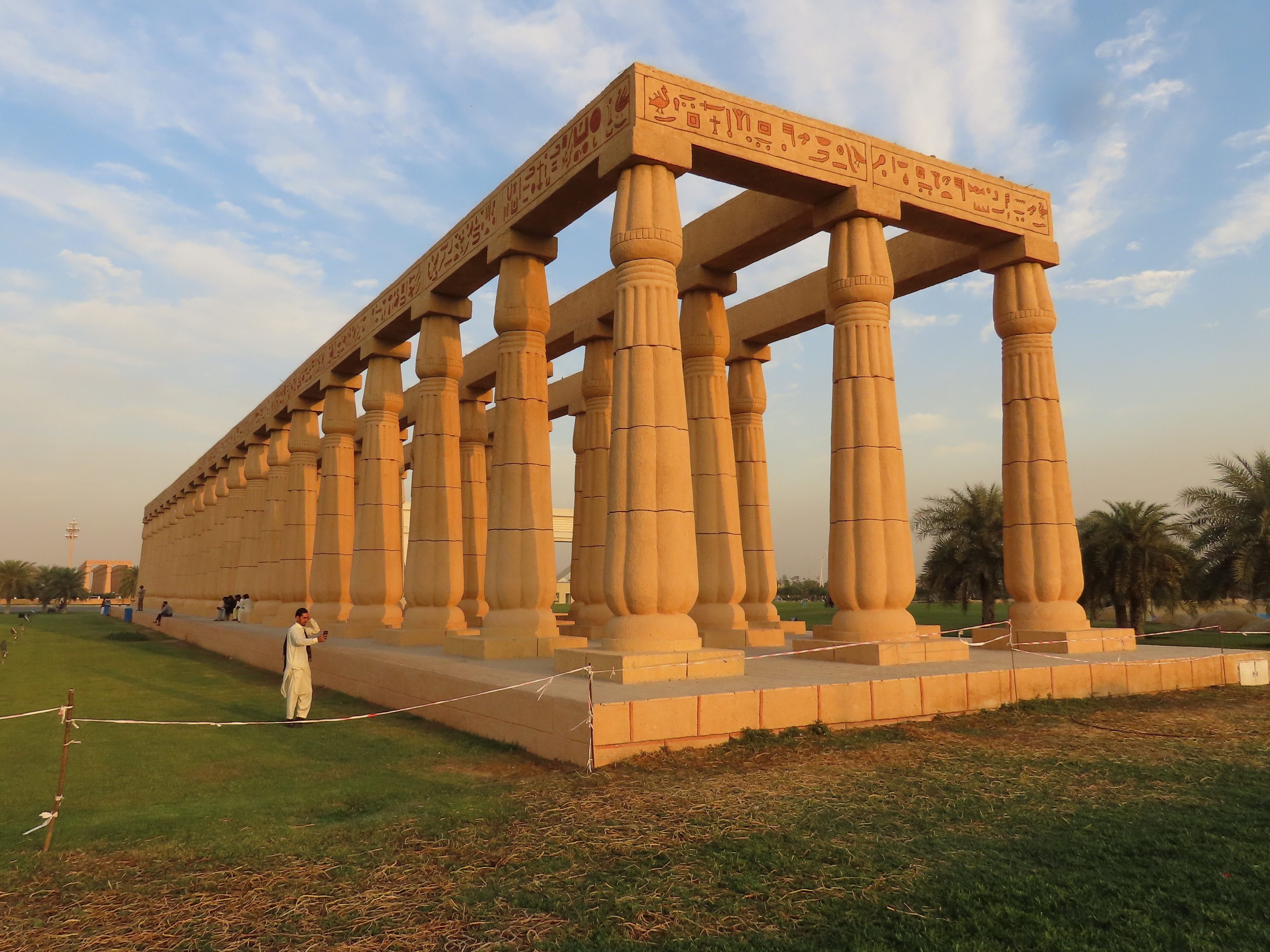
Colunas egípcias na entrada principal
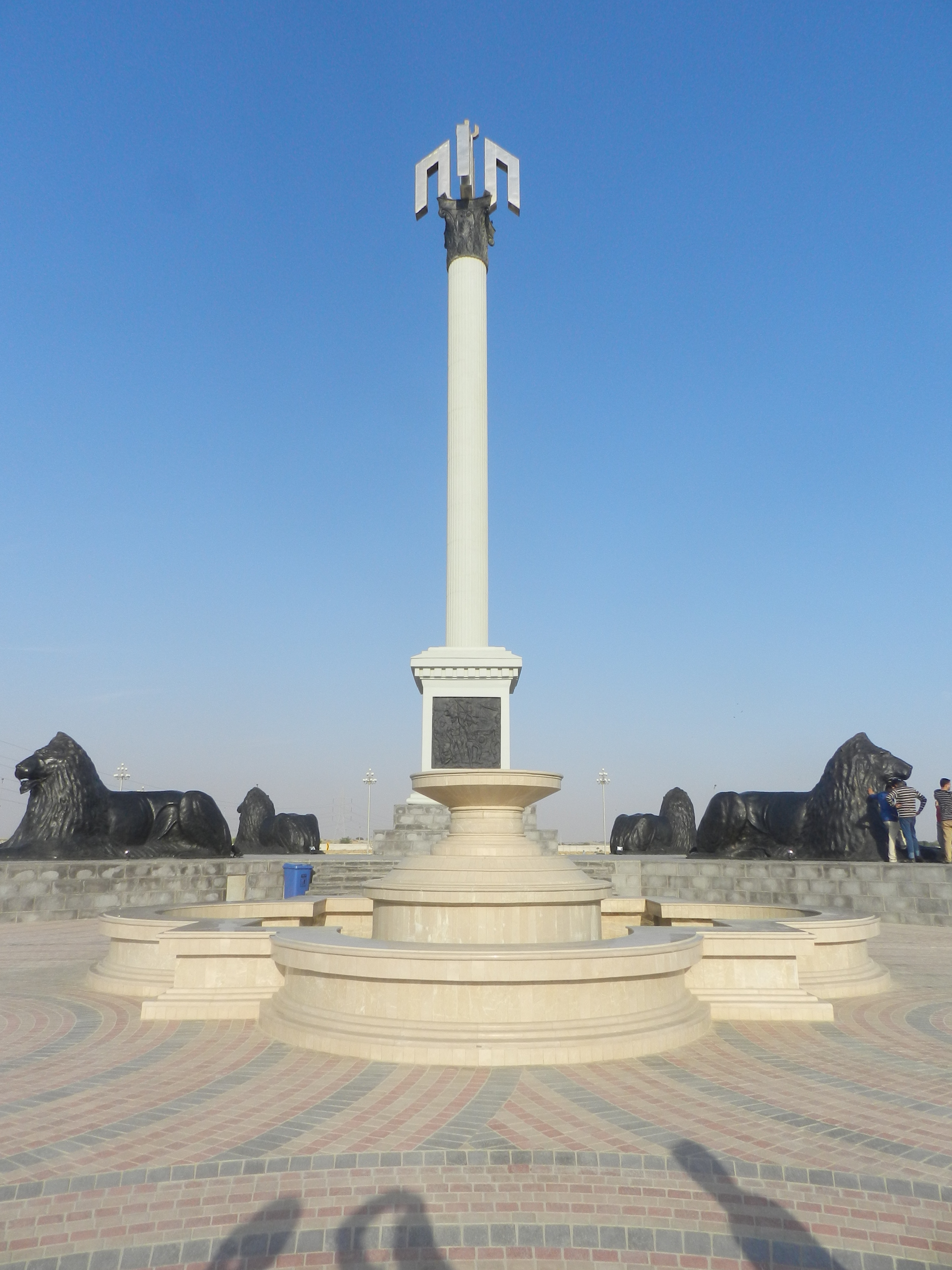
Praça Tauheed, uma das maiores de Bahria Town
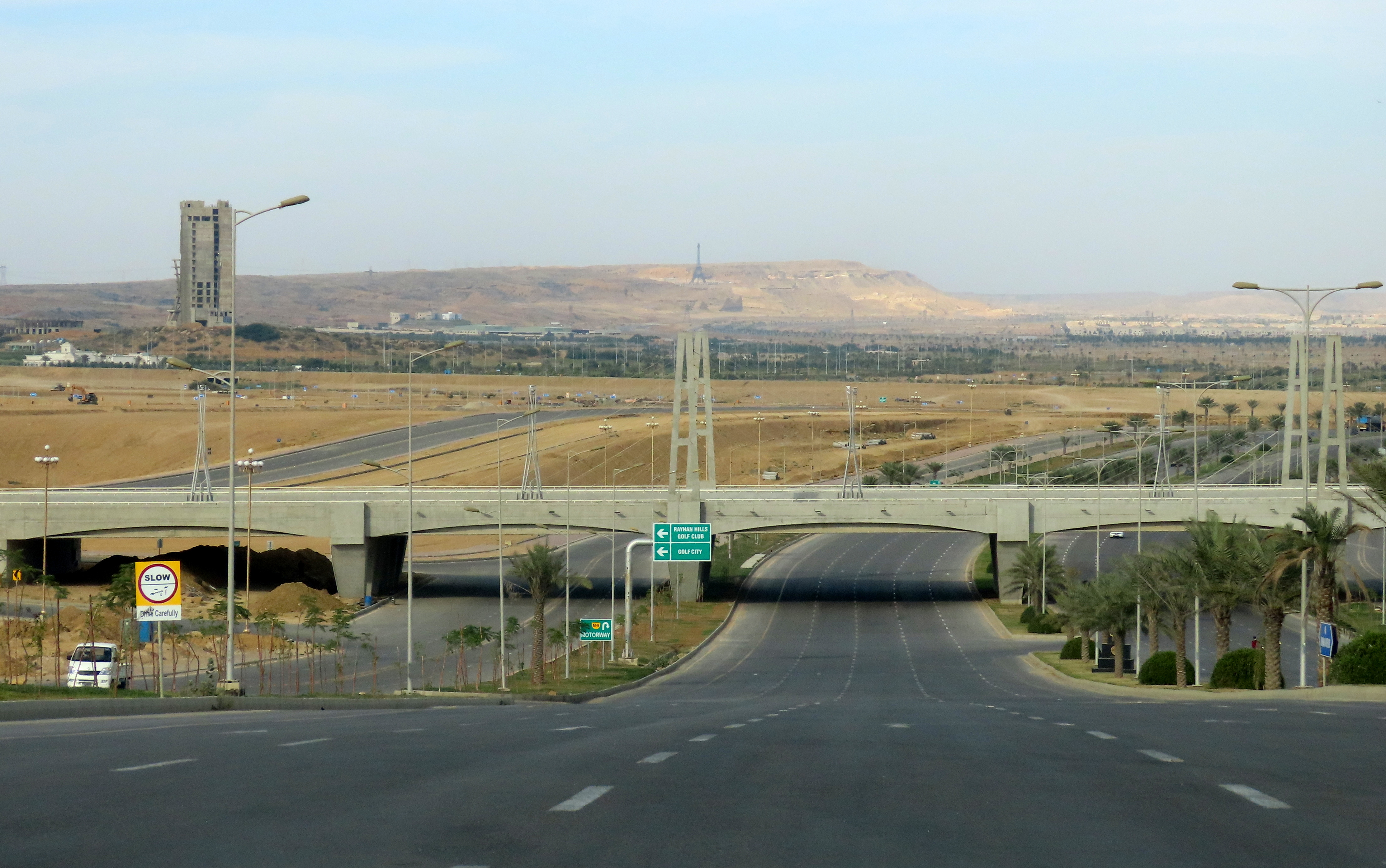
Ponte da Avenida 17
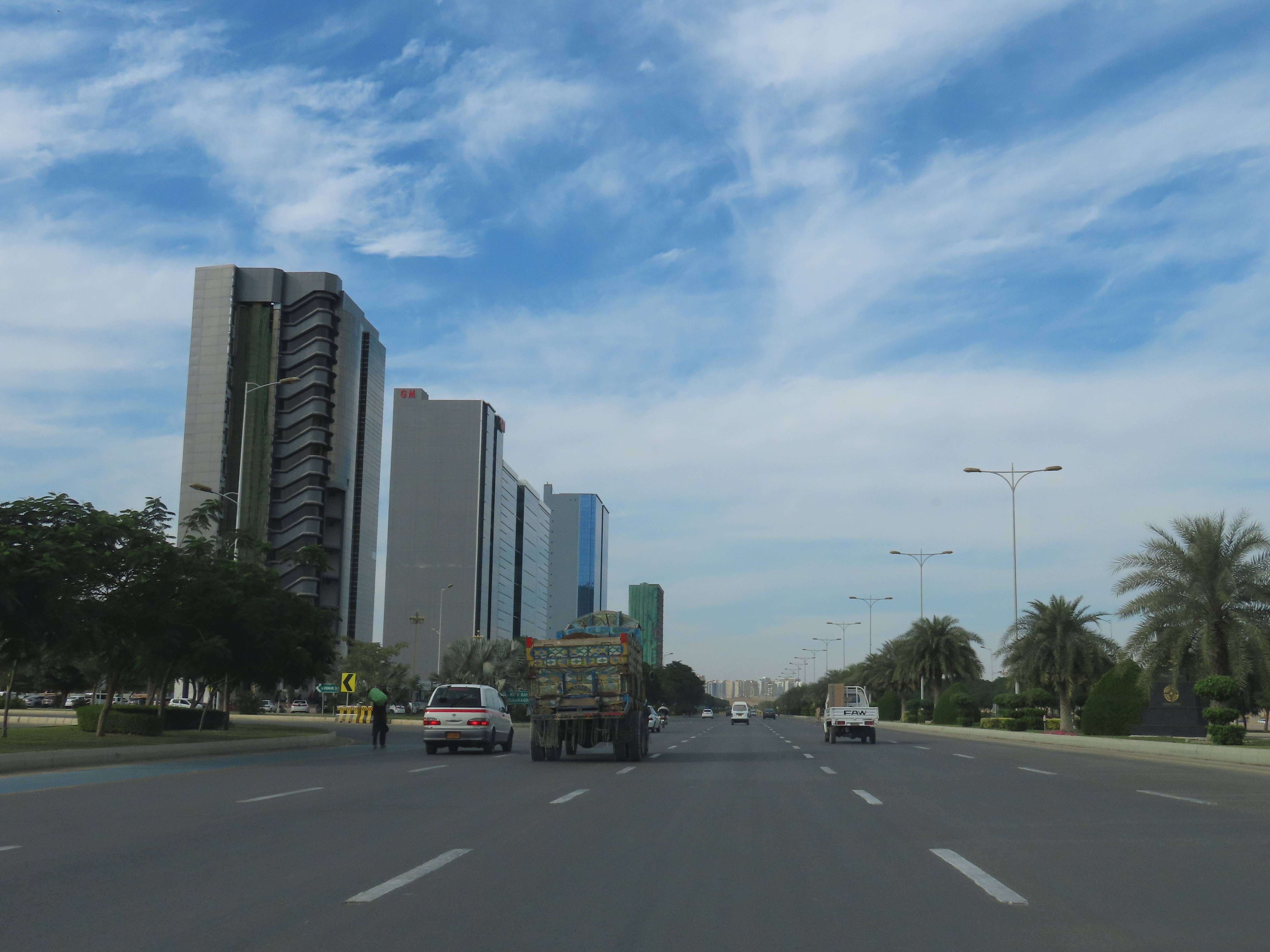
Prédios altos na Avenida Jinnah
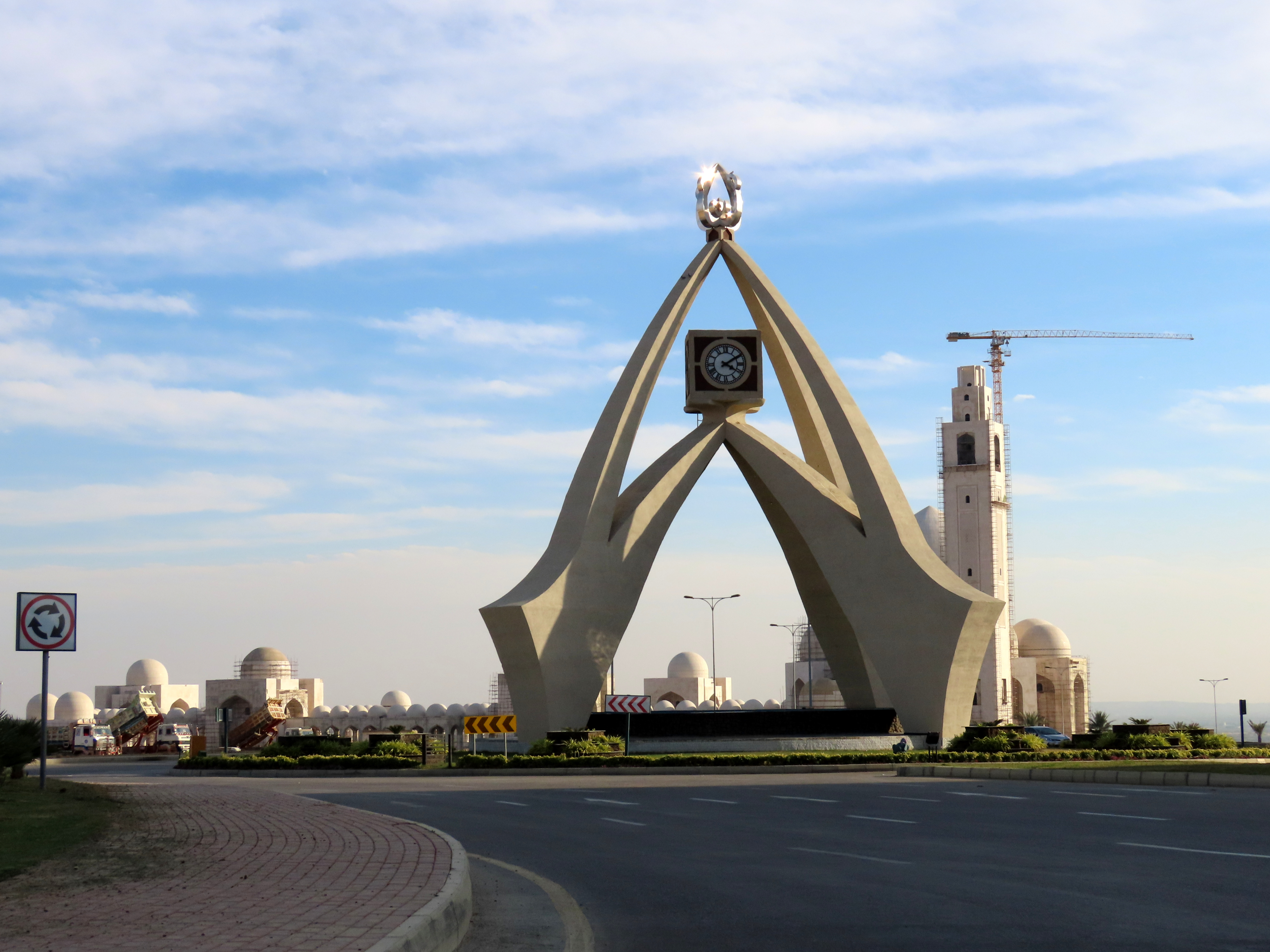
Rotunda Allah Wali